# Passage des Acacias
Le passage des Acacias est une rue du 17e arrondissement de Paris. 

## Situation et accès
Il débute 33, avenue Mac-Mahon et se termine 56, rue des Acacias.
Long seulement de 36 m et large de 3,50 m, il ne comporte que cinq portes de service dont une entrée de garage.
Le quartier est desservi par la ligne 2 à la station Ternes.

## Origine du nom

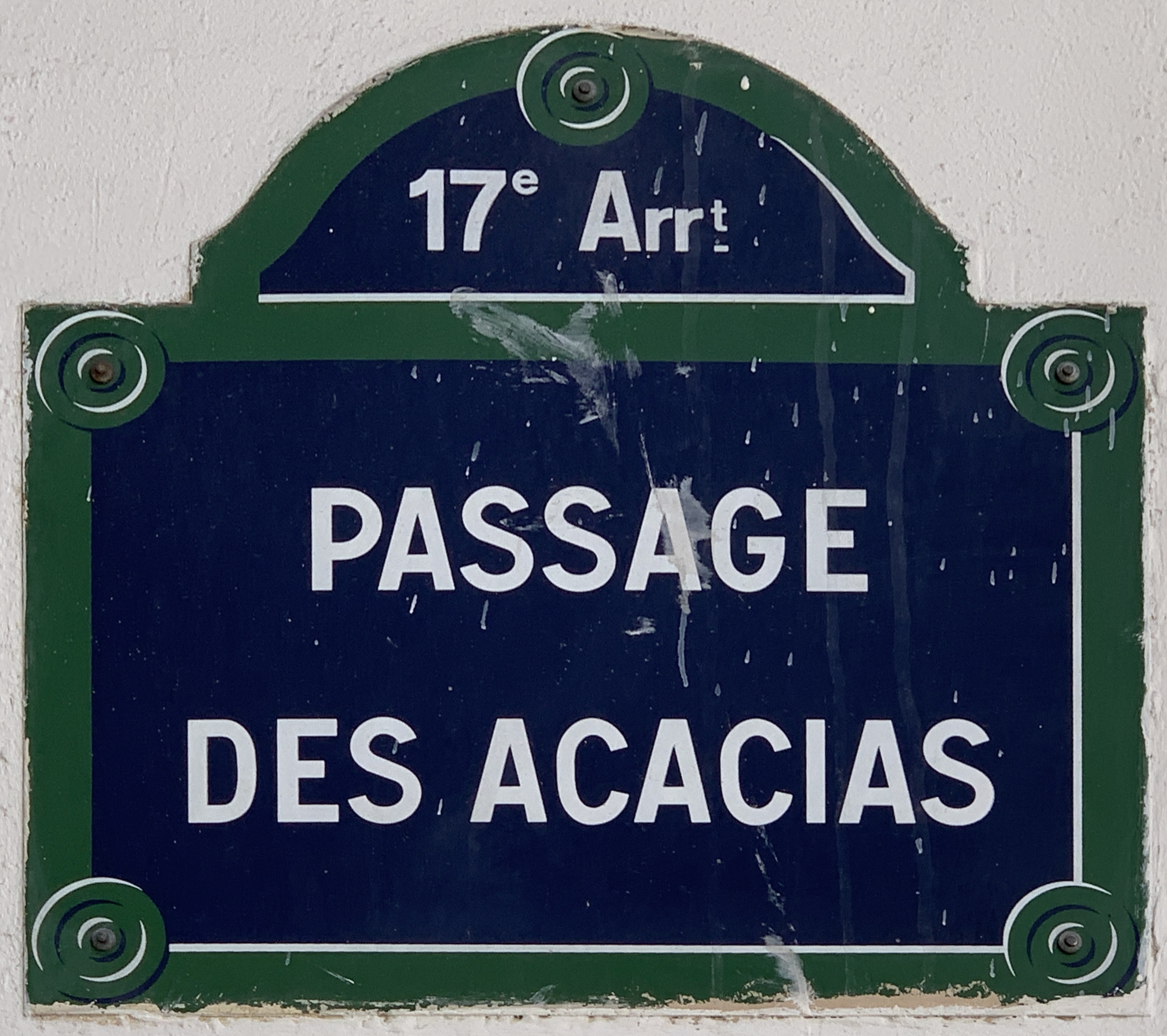
Plaque du passage.

Son nom vient de sa proximité avec la rue éponyme.

## Historique
Le passage commençait rue de Montenotte avant l'ouverture de l'avenue Mac-Mahon. D'abord amputé d'un tronçon qui a été englobé dans la rue Brey, il l'a ensuite été par la traversée de l'avenue Mac-Mahon.

## Bâtiments remarquables et lieux de mémoire
On remarque en haut des escaliers un ancien hôtel particulier qui, bien que situé dans le passage, porte le no 33 de l'avenue Mac-Mahon. Son entrée est recouverte et mise en valeur par une marquise et sa façade est ornée par les têtes d'un caniche et d'un bouledogue. Au début des années 1900 se trouve à cette adresse un bureau de quartier du Comptoir national d’escompte de Paris. En 1913, l’hôtel, d’une superficie de 115 m2 environ, est mis en vente au Palais avec une mise à prix de 100 000 francs. 

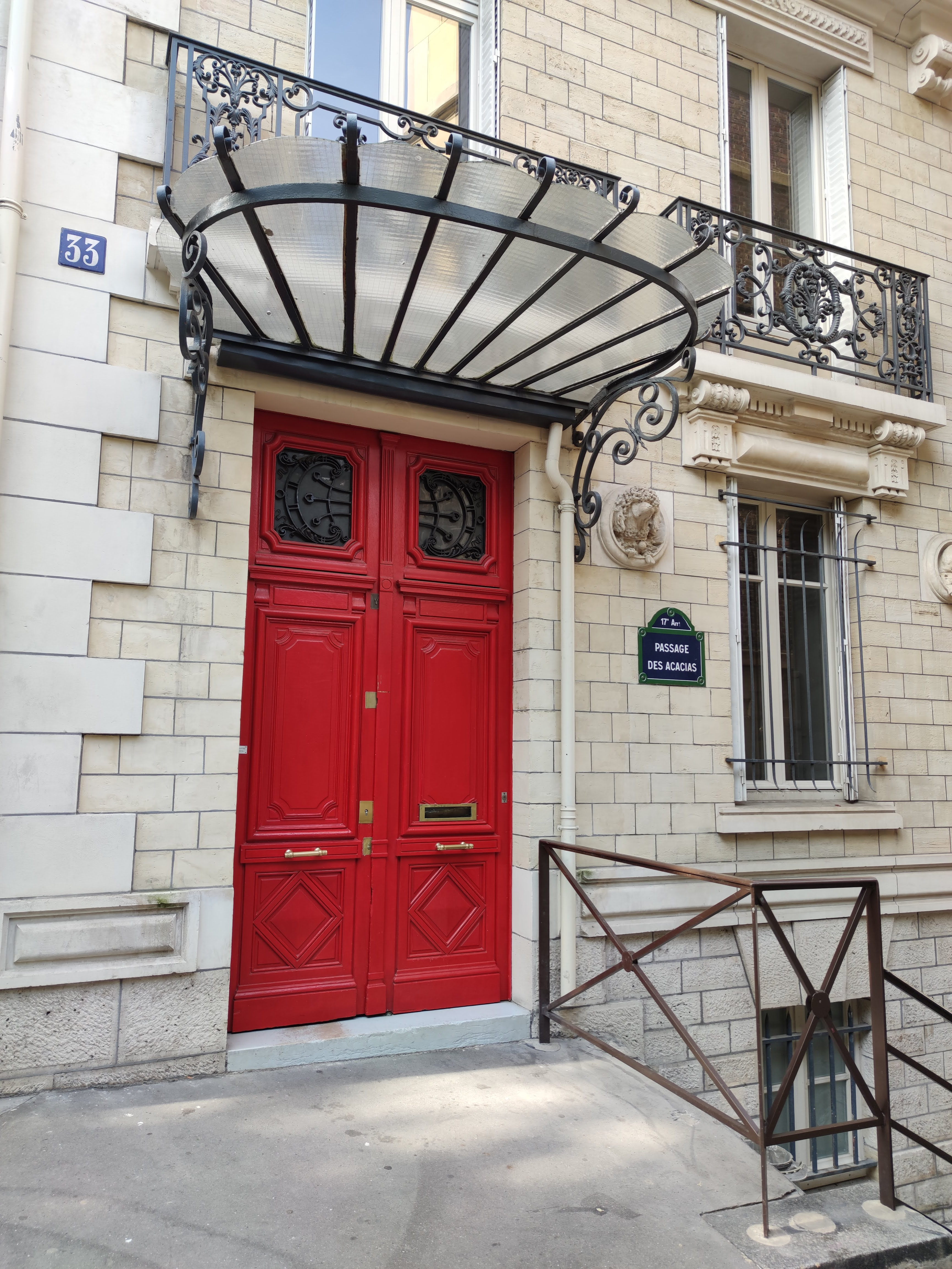
L’hôtel particulier en haut des escaliers.